# Mariä Himmelfahrt (Laibstadt)

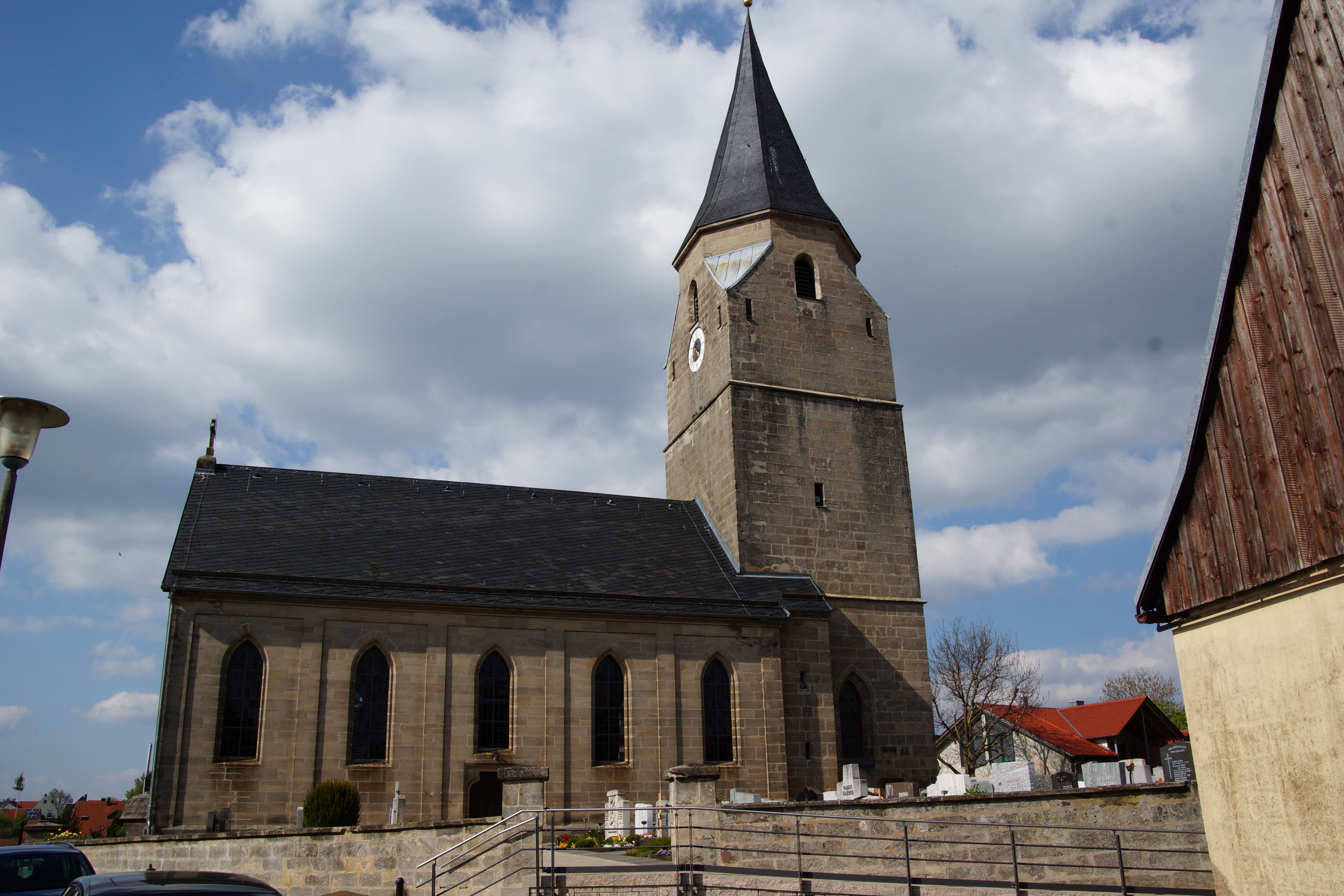
Mariä Himmelfahrt

Die Kirche Mariä Himmelfahrt in Laibstadt 70 ist die römisch-katholische Pfarrkirche in Laibstadt, ein Gemeindeteil von Heideck, einer Stadt im mittelfränkischen im Landkreis Roth und damit in der Planungsregion Nürnberg. Der Ort liegt in der Metropolregion Nürnberg und im Fränkischen Seenland. Das Bauwerk ist unter der Denkmalnummer D-5-76-126-70 als Baudenkmal in die Bayerische Denkmalliste eingetragen.

## Baubeschreibung
Die Saalkirche ist ein in Quadermauerwerk errichtetes Gebäude. Das neugotische Langhaus, entstanden zwischen 1866 und 1867, ist mit einem Satteldach bedeckt, innen hat es ein Flachdach. Den eingezogenen Chor überwölbt ein Sternrippengewölbe. Der Glockenturm, ein Chorturm von 1472, ist mit einem Spitzhelm versehen.

## Ausstattung
Sehenswert ist die um 1510 entstandene Madonna von Daniel Mauch am Hochaltar, ferner die zwei Seitenaltäre vor dem spitzbogigen Chorbogen, eine steinerne Pietà aus der Zeit des Rokoko und drei Epitaphien von Pfarrern aus dem 18. und 19. Jahrhundert. Das Deckengemälde stammt von Georg Lang.

## Glocken
Im Glockenturm hängen folgende Glocken:
| Schlagton | Gießer                        | Gießjahr |
| --------- | ----------------------------- | -------- |
| dis′      | Glockengießerei Hamm-Hofweber | 1911     |
| fis′      | Friedrich Wilhelm Schilling   | 1952     |
| gis′      | Glockengießerei Hamm-Hofweber | 1911     |
| h′        | Glockengießerei Bachert       | 1984     |